# 迪雷伊
迪雷伊（法語：Dureil，法語發音：[dyʁɛj]）是法国萨尔特省的一个市镇，属于拉弗莱什区。

## 地理
迪雷伊（47°50'34"N, 0°8'47"W）面积7.96 平方千米，位于法国卢瓦尔河地区大区萨尔特省，该省份为法国西北部内陆省份，北起顺时针与奥恩省、厄尔-卢瓦省、卢瓦-谢尔省、安德尔-卢瓦尔省、曼恩-卢瓦尔省和马耶讷省接壤，是法国大西部的入口，连接卢瓦尔河谷、布列塔尼和巴黎盆地。
与迪雷伊接壤的市镇（或旧市镇、城区）包括：萨尔特河畔努瓦延、阿瓦斯、萨尔特河畔马利科讷、萨尔特河畔帕尔塞。

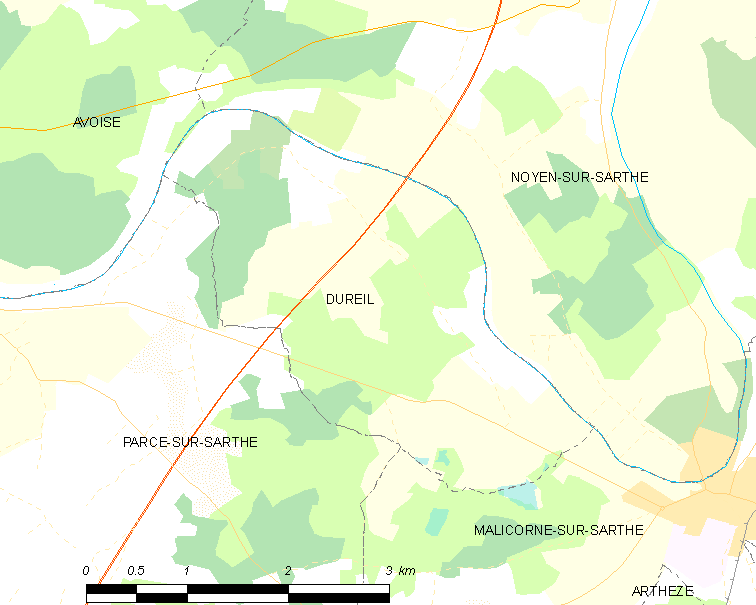
迪雷伊的OSM定位图

迪雷伊的时区为UTC+01:00、UTC+02:00（夏令时）。

## 行政
迪雷伊的邮政编码为72270，INSEE市镇编码为72123。

## 政治
迪雷伊所属的省级选区为萨尔特河畔萨布莱县。

## 人口

1962-2008年间迪雷伊人口变化图示

迪雷伊于2022年1月1日时的人口数量为61人。